# Умпфер
Умпфер (нем. Umpfer) — река в Германии, протекает по земле Баден-Вюртемберг. Левый приток реки Таубер. Длина — 21,4 км.
Река Умпфер берёт начало неподалёку от деревни Бух. Пересекает автобан E41, течёт сперва на юго-восток. Протекая через город Боксберг поворачивает на северо-восток. Впадает в Таубер в районе Кёнигсхофена. Высота истока — 376 м. Высота устья — 195 м.
Речной индекс — 2466.